# Карибско море
Карибско море (на испански: Mar Caribe; на английски: Caribbean Sea) е периферно полузатворено море, част от Атлантическия океан. На запад граничи с Централна Америка, на юг – с Южна Америка, на север – с Големите Антили, а на изток – с Малките Антили. На северозапад Юкатанският пролив го свързва с Мексиканския залив, а на югозапад изкуственият Панамски канал го съединява с Тихия океан.
Карибско море се намира между 9° и 22° с. ш. и между 89° и 60° з. д., като площта му е 2 753 000 km². На юг водите му мият бреговете на Венецуела, Колумбия и Панама, на запад – с Коста Рика, Никарагуа, Хондурас, Гватемала, Белиз и мексиканския полуостров Юкатан, на север – с Куба, Хаити и Доминиканската република, а на изток – със страните на Малките Антили (виж Карибски държави).

## Геология
Карибско море е разположено върху Карибската тектонична плоча. Теориите за възрастта му варират от 20 000 до 570 млн. години. Дъното на морето е разделено на четири части, всяка от които отделена от останалите чрез хребети и подводни планински вериги. Най-голямата дълбочина на морето е измерена в Кайманската падина – 7686 m. Между Мексико и Куба е разположен Юкатанският провлак, който отделя Карибско море от Мексиканския залив.
Районът около Карибско море е силно сеизмичен, с висока концентрация на подводни земетресения, които понякога образуват опустошителни вълни цунами. Научна информация разкрива, че в последните 500 години е имало над 10 земетресения с магнитуд над 7,5 в този район. Най-скорошното катастрофално земетресение в района е земетресението на 12 януари 2010 г., поразило Хаити.

## Фауна
Морската фауна на региона е с произход от Индийския и Тихия океан, попаднали в Карибско море в периода преди възникването на Панамския провлак, преди около 4 млн. години. В Карибско море се срещат около 450 вида риба, в това число акули (Бича акула, Тигрова акула, копринена акула и карибска рифова акула), Летящи риби, Манта, Acanthurus bahianus, Ангелски риби (Pomacanthus), Chaetodon ocellatus, Каменен костур голиат (Epinephelus itajara), Тарпон (Megalops) и мурени (Muraena). В целия карибски регион се извършва промишлен риболов на лангусти, сардина, риба тон. Риби като баракуди, марлин и уаху (Acanthocybium solandri) са обект на спортен риболов.

## Екология
9% от кораловите рифове в света се намират в Карибско море, съсредоточени главно по карибските острови и брега на Централна Америка. Общата площ на рифовете е 52 000 km².
В последните години, необичайно топлите карибски води заплашват рифовете. Рифовете представялват един от най-разнообразните морски хабитати, но също така са неустойчиви екосистеми. Когато тропическите води станат необичайно топли за по-продължителен период от време, загиват микроскопични растения, които са в симбиоза с кораловите тъкани. Тези растения осигуряват храна на коралите и им придават цвят. Резултатът от смъртта и разпиляването на тези растения се нарича коралово обезцветяване и може да доведе до унищожаването на големи площи рифове.
Туристически дейности като подводно гмуркане и риболов носят между 3 и 5 милиарда долара годишно на карибските нации. Туристите са привлечени от уникалните хабитати, оцеляващи благодарение на рифовете. Разрушаването на рифовете би навредило сериозно на икономиката на региона. През 1986 е приет протокол за защита и развитие на морската природа в карибския регион, който забранява някои човешки дейности, които биха навредили на рифовете. Към настоящия момент, протоколът е ратифициран от 15 държави. Също така няколко благотворителни организации са се заели с опазване на морските създания.

## История
Първите хора, които пресичат Карибско море и се заселват на Антилските острови, са таино, уседнали племена, които се прехранват със земеделие и риболов. Те говорят на езици от аравакското семейство и пристигат на островите от Южна Америка в началото на I хилядолетие пр.н.е. По-късно таино са изтласкани или подчинени от карибите, които идват от областта около река Ориноко. Когато в края на XV век първите европейци достигат до Карибския регион, островите са заселени главно от кариби, които дават и името на морето.
За първи път европейците достигат до Антилските острови още с първата експедиция на Христофор Колумб през 1492 година. Те са и сред първите части от Новия свят, колонизирани от европейците. Още през 1495 година испанските владетели дават разрешение на всички свои поданици, които имат желание, да заминат за новооткритите земи. През следващите десетилетия Карибско море се превръща в средоточие на испанските завоевателни експедиции към различни части на Америка, както и на транспортните и търговски пътища и на свързаното с тях пиратство. Засилващата се заплаха от пиратството довежда до изграждането на първите укрепления в ключови испански пристанища, като Картахена и Хавана. Нуждата от работна ръка за мините и селското стопанство в новите колонии дава тласък на вноса в Карибския регион на голям брой роби от Африка.
През първите десетилетия след откриването на Америка Карибско море е под пълния контрол на Испания. Не след дълго обаче натам се насочват интересите и на други европейски държави, като Англия и Франция. Французите успяват да завладеят Мартиника и Гваделупа, а англичаните – Антигуа, Монсерат, Барбадос и Ямайка, лишавайки испанците от някои от техните най-ценни владения в региона. През 1625 година английските и френски пирати и буканиери създават своя база на остров Тортуга, откъдето до края на столетието организират нападения срещу испански кораби и дори пристанищни градове по карибското крайбрежие. През втората половина на XVII век друга важна пиратска база е Порт Роял в Ямайка.
От началото на XIX век започва процесът на получаване на независимост от повечето страни в Карибския регион от европейските си метрополии, макар че и до днес там има няколко френски, британски и нидерландски владения. В резултат на въстанието на робите, френската колония Сен Доменг първа получава независимост през 1804 г. Останалата част от Еспаньола е завоювана от хаитяните през 1821 г., но през 1844 г. на тази територия е образувана Доминиканската република. След серия от войни, Куба (при намесата на САЩ) получава независимост от Испания през 1898 г., а остров Пуерто Рико преминава към Съединените американски щати, които започват да играят доминираща роля в региона. През 1903 г., при участието на САЩ след отделянето на Панама от Колумбия, е започнат строежа на Панамския канал, свързващ Карибско море с Тихия океан. Той е открит на 15 август 1914 г. и се намира под американско управление до 31 декември 1999 г. През 1917 г. Дания продава на САЩ владенията си, които получават името Американски Вирджински острови. В периода от 1958 до 1962 г. голяма част от контролираните от Великобритания острови са отделени във Западноиндийска федерация, която скоро се разпада на отделни държави.
На 12 декември 2001 г. държавните глави и правителствата на страните членки на Асоциацията на карибските държави се събират на остров Маргарита (Венецуела) и подписват „Маргаритската декларация“, която признава Карибско море за общо наследство и безценен актив, и задават курс на сътрудничество на страните по въпросите за търговията, туризма, транспорта и ликвидирането на последствията от стихийни бедствия. На 29 юли 2005 г., на среща в град Панама, членовете на асоциацията потвърждават намеренията си.

### История на изследванията
Основните географски характеристики на региона са изучени от Христофор Колумб в хода на неговите пътешествия. По време на първите му две експедиции (1492 и 1493 г.) са открити Бахамските, Големите Антилски и северните острови на Малката Антилска дъга. Третата експедиция (1498 г.) открива остров Тринидад и залива Пария. Четвъртата експедиция, която продължава от 1502 до 1504 г. и е последна за Колумб, се отправя още по на запад, в опит да намери проход към Индийския океан. По време на това пътешествие са изследвани бреговете на Хондурас, Москитовия бряг, тези на Коста Рика и Панамския провлак, както и залива Москитос и северната част на Дариенския залив. Хуан де ла Коса, командващ един от корабите от първата експедиция, по данни от пътешествията на Колумб, Америго Веспучи (1497 и 1498 г.), Джон и Себастиан Кабот (1497 и 1498 г.) съставя през 1500 г. първата карта на Новия свят.
Продължавайки изследванията на новите земи, испанският конкистадор Алонсо де Охеда открива през 1499 г. остров Кюрасао и езерото Маракайбо, а експедиция под ръководството на Родриго де Бастидас и Васко Нунес де Балбоа изследва устието на река Магдалена и около 1000 km крайбрежие, включително Дариенския залив и залива Ураба. През 1507 г. Мартин Валдземюлер, по данни от дотогавашните изследвания, съставя свой вариант на карта на света, в която за първи път се появява името Америка. Тридесет години по-късно, през 1538 г., фламандският картограф Герардус Меркатор издава карта, на която целият нов континент е наречен Америка.
Значителен принос в изучаването на природата на Карибско море в края на XVII век внася английският буканиер и изследовател Уилям Дампир. Немският пътешественик и изследовател Александър фон Хумболт посвещава няколко години (1799 – 1804) на изучаването на географските, геологичните, климатичните и биологичните характеристики на региона.
През 1856 г. във френско навигационно ръководство се появява точна карта на Карибско море, включваща схема на преобладаващите течения. През 1873 г. Карибско море е изучавано в хода на британската експедиция на „Чалънджър“, след което в периода 1877 – 1889 г. този район е изследван по-подробно от американците. От 1872 до 1878 г. сътрудниците на NOAA провеждат точни сонарни измервания и съставят първата съвременна батиметрична карта на Карибско море и Мексиканския залив.
Датски и американски експедиции от 1913 до 1930-те години, включително изследвания през 1934 г., проведени от Океанографския институт в Уудс Хол с помощта на кораба „Атлантис“, полагат началото на систематичното изучаване на басейна на Карибско море, което продължава и до наши дни. Появата на акваланга и изследователските подводници довежда до засилване на научната активност през втората половина на XX век.

## Политическа география
| Държави                                                       | Държави |
| ------------------------------------------------------------- | --- |
| Антигуа и Барбуда                                             | Островите Антигуа, Барбуда, Редонда. |
| Барбадос                                                      | |
| Белиз                                                         | Крайбрежието на континенталната част и островите Амбергрис Кей, Кей Кокър, Сейнт Джоджис Кей, Кей Чиъпил, Гофс Кей. |
| Венецуела                                                     | Крайбрежието на континенталната част и островите Чиманас, Борачас, Пириту, Ларга, Маргарита, Сан Педро де Коче, Кубагуа, Каракас, Монхес, Авес, Тестигос, Фрайлес, Херманос, Сола, Тортуга, Орчила, Бланкиля, Патос, Рокес, Сан Карлос, Тоас, Сапара, Пахарос. |
| Гватемала                                                     | |
| Гренада                                                       | Остров Гренада и по-малките острови Кариаку, Ронд, Малка Мартиника. |
| Доминика                                                      | |
| Доминиканска република                                        | Крайбрежието на остров Хаити и по-малките острови Саона, Беата, Каталина, Алто Вело. |
| Колумбия                                                      | Крайбрежието на континенталната част и островите Сан Андрес, Провиденсия, Санта Каталина, Бахо Нуево, Кайо Боливар, Ронкадор, Кайо Рокосо, Кайо Сантандер, Серана, Сераниля, Банко Кита Суеньо, Тиера Бомба, Коралес дел Росарио, Сан Бернардо.                |
| Коста Рика                                                    | |
| Куба                                                          | Остров Куба и по-малките острови Канареос, Хардинес де ла Рейна, Хардинес дел Рей, Колорадос. |
| Мексико                                                       | Крайбрежието на континенталната част и островите Контой, Мухерес, Косумел, Холбош, Банко Чинчоро. |
| Никарагуа                                                     | Крайбрежието на континенталната част и островите Маис, Кайос Мискитос, Кайос Перлас. |
| Панама                                                        | Крайбрежието на континенталната част и островите Колон, Бастиментос, Наргана, Порвенир, Верагуас, Гранде. |
| Сейнт Лусия                                                   | |
| Сейнт Винсент и Гренадини                                     | Остров Сейнт Винсент и по-малките острови Балисо, Бекия, Кануан, Меро, Мюстик, Палм, Малък Сейнт Винсент, Тобаго Кейс, Юнион, Йънг. |
| Сейнт Китс и Невис                                            | Островите Сейнт Китс, Невис. |
| Тринидад и Тобаго                                             | Островите Тринидад, Тобаго, Чакачакаре, Гаспар Гранде, Гаспарильо, Хуевос, Монос, Малък Тобаго. |
| Хаити                                                         | Крайбрежието на остров Хаити и по-малките острови Гонав, Тортуга, Ваш, Кеемитски острови. |
| Хондурас                                                      | Крайбрежието на континенталната част и островите Кайос Кочинос, Сисне, Ислас де ла Баия. |
| Ямайка                                                        | Остров Ямайка и по-малките острови Морант Кейс, Педро Банк, Порт Роял Кейс. |
| Зависими територии                                            | |
| Американски Вирджински острови · (Съединени американски щати) | Островите Сейнт Томас, Сейнт Джон, Сейнт Крой, Уотър Айлънд. |
| Ангила · (Великобритания)                                     | Остров Ангуила и по-малките острови Ангуилита, Прикли Пиър, Скръб, Сомбреро. |
| Аруба · (Нидерландия)                                         | |
| Бонер · (Нидерландия)                                         | |
| Британски Вирджински острови · (Великобритания)               | Островите Тортола, Върджин Горда, Анегада, Йост Ван Дайк. |
| Гваделупа · (Франция)                                         | Остров Гваделупа и по-малките острови Дезирад, Петит Тер, Сент, Мари Галант. |
| Кайманови острови · (Великобритания)                          | Островите Кайман Брак, Голям Кайман, Малък Кайман. |
| Кюрасао · (Нидерландия)                                       | |
| Мартиника (Франция)                                           | |
| Монсерат · (Великобритания)                                   | |
| Пуерто Рико · (Съединени американски щати)                    | Остров Пуерто Рико и по-малките острови Кулебра, Виекес, Мона, Монито, Десечео, Каха де Муертос, Кабрас. |
| Саба · (Нидерландия)                                          | |
| Сен Мартен · (Франция)                                        | |
| Сен Бартелми · (Франция)                                      | |
| Синт Еустациус · (Нидерландия)                                | |
| Синт Мартен · (Нидерландия)                                   | |
| Търкс и Кайкос · (Великобритания)                             | Островите Търкс, Кайкос. |

## Релеф
Повърхността на Карибската плоча е разделена на пет котловини: Гренадска (дълбочина 4120 m), Венецуелска (5420 m или 5630 m), Колумбийска (4532 m или 4263 m), Кайманова (Бартлет, 7686 m) и Юкатанска (5055 m или 4352 m). Падините са разделени от подводните хребети (вероятно бивши островни дъги) Авес, Беата и Никарагуанското възвишение.
Юкатанската котловина е отделена от Мексиканския залив чрез Юкатанския пролив, който е разположен между полуостров Юкатан и остров Куба и има средна дълбочина около 1600 m. На юг от Юкатанската котловина, от запад на изток се простира Каймановата котловина, частично отделена от Юкатанската чрез Каймановия хребет, който на няколко места се показва над повърхността, образувайки Каймановите острови. Никарагуанското възвишение, имащо форма на триъгълник и средна дълбочина около 1200 m, се простира от крайбрежието на Хондурас и Никарагуа до остров Хаити. На това възвишение се намира остров Ямайка, и по него преминава границата между Каймановата и Колумбийската котловини. Колумбийската котловина на свой ред, е частично отделена от Венецуелската от хребета Беата, който се издига до 2121 m под морското равнище. Колумбийската и Венецуелската котловини са съединени чрез Арубската пролука, чиято дълбочина достига 4000 m. Хребетът Авес разделя Венецуелската от малката Гренадска котловина, която от изток е ограничена от дъгата на Малките Антилски острови.
В редицата на Големите Антилски острови има два дълбоки прохода: проливът Анегада и Наветреният пролив. Дълбочината на Анегада се изменя от 1950 до 2350 m, а на Наветрения пролива – от 1600 до 1630 m.
| |
| С цифри са обозначени: 1. Хондураски залив 2. Залив Москитос 3. Дариенски залив 4. Венецуелски залив 5. езеро Маракайбо 6. Гуаканаябо 7. залив Гонав 8. остров Тринидад 9. Кайманови острови (При кликване върху някои от изобразените географски обекти, ще бъдете прехвърлени към съответната статия.) |

### Брегова линия
Бреговата линия на Карибско море е силно насечена, някои брегове са гористи, на места – ниски (Прикарибска низина). В плитководните райони съществуват различни коралови отлагания и многобройни рифове. На континенталното крайбрежие (западната и южната част на морето) са разположени няколко залива, най-големите от които са Хондураския, залива Москитос, Дариенския и Венецуелския. В северната част се намират заливите Батабано, Ана Мария и Гуаканаябо (на южния бряг на остров Куба), както и заливът Гонав в западната част на остров Хаити.
На източния бряг на Юкатан има няколко малки залива, в това число Асенсион, еспириту Санту и Четумал. Хондураският залив завършва с по-малкия Аматике, разположен на границата между Белиз и Гватемала. Северният бряг на Хондурас е слабо насечен, а в Москитовия бряг се врязват няколко лагуни, сред които са Каратаска, Бисмуна, Перлас и заливът Блуфийлдс. На изток от Панама е разположена голямата лагуна Чирики. По бреговете на Южна Америка Дариенският залив завършва със залива Ураба, а ограденият от полуостров Гуахира Венецуелски залив – с езерото Маракайбо. На запад от остров Тринидад лежи заливът Пария, който се счита за част от Атлантическия океан.

### Острови
В понятието Западни Индии е прието да се включват Антилските и Бахамските острови. Карибско море мие бреговете само на Антилските острови, които се делят на Големи и Малки Антилски острови. Големите Антилски острови определят северната граница на морето и включват следните четири големи острова: Куба, Хаити (по-рано наричан Испаньола), Ямайка и Пуерто Рико, както и малките близки архипелази Лос Канареос (с най-голям остров Хувентуд) и Хардинес де ла Рейна, лежащи край южните брегове на Куба.
Малките Антилски острови се делят на Наветрени и Подветрени острови (Южни Антилски острови), наричани така според разположението си спрямо северозападния пасат. Първата група лежи на източната граница на морето и се състои от около 50 острова, най-големите от които са Санта Крус, Сейнт Томас (Вирджински острови), Ангуила, Сен Мартин, Сейнт Китс, Барбуда, Антигуа (Антигуа и Барбуда), Гранд Тер и Бас Тер (Гваделупа), Доминика, Мартиника, Сейнт Лусия, Сейнт Винсънт, Барбадос, Гренада, Тобаго и Тринидад. Южните Антилски острови са разположени край брега на Южна Америка и включват островите Аруба, Кюрасао, Бонайре (владения на Нидерландия), Маргарита, архипелазите Лас Авес и Лос Рокес (Венецуела) и редица други, по-малки по площ.
В западната част на Карибско море има няколко архипелага – Каймановите острови, островите Тернеф, Ислас де ла Баия и Мискитос, както и други отделни острови като (Провиденсия, Сан Андрес) и рифове (Лайтхаус, Глоувър, Медия Луна и други).